# Geher-Länderkampf der Männer 1968 Frankreich – BR Deutschland – Schweiz
| 4. Leichtathletik-Länderkampf mit bundesdeutscher Beteiligung 1968 | 4. Leichtathletik-Länderkampf mit bundesdeutscher Beteiligung 1968 |
| ------------------------------------------------------------------ | ------------------------------------------------------------------ |
|                                                                    |                                                                    |
| Geher-Vergleich der Männer: Frankreich – BR Deutschland – Schweiz  |                                                                    |
| Austragungsort                                                     | Straßburg                                                          |
| Wettbewerbe                                                        | 2                                                                  |
| Datum                                                              | 22. Juni                                                           |
| 1. FRG 2. FRA 2. SUI                                               | 48 Punkte 25 Punkte 19 Punkte                                      |
| Chronik                                                            |                                                                    |
| ← FRG-GBR-CSK Geher (M)                                            | FRA-FRG (M) →                                                      |

Auch der vierte Vergleich des Länderkampfjahres 1968 war wieder ein Länderkampf der Geher. Gegen die Schweiz, einen der beiden Kontrahenten dieser Dreier-Begegnung, waren die bundesdeutschen Geher gleich im ersten Aufeinandertreffen des Jahres schon einmal angetreten. Am 22. Juni kam hier in Straßburg noch Frankreich dazu. Vor zwei Jahren hatte die Bundesrepublik Deutschland den ersten Vergleich zwischen diesen drei Ländern für sich entschieden. Am selben Wochenende fand auch ein Länderkampf der Männer mit dem allgemeinen leichtathletischen Programm gegen Frankreich statt.

## Wettbewerbe und Modus
Auch in dieser Begegnung standen wie gewohnt zwei Wettbewerbe auf dem Programm. Ausgetragen wurden Straßengehen über 20 und 50 Kilometer. Nach den üblichen Regeln kamen von vier Startern je Land in den beiden Wettbewerben die jeweils besten drei in die Wertung. Der erste Rang brachte zehn Punkte, der zweite acht, der dritte sieben, der vierte sechs usw.

## Ergebnis
Auf beiden Einzelstrecken gewannen bundesdeutsche Athleten, auf der 50-km-Distanz belegten sie die Ränge eins bis drei. So kam Deutschland mit 48 Punkten auch diesmal wieder zu einem deutlichen Erfolg. Frankreich wurde mit 25 Punkten Zweiter, die Schweiz kam mit neunzehn Punkten auf Rang drei.

## Legende
Kurze Übersicht zur Bedeutung der Symbolik – so üblicherweise auch in sonstigen Veröffentlichungen verwendet:
| DSQ | disqualifiziert |

## Resultate

### 20-km-Straßengehen
| Platz | Athlet            | Land | Zeit (h)  |
| ----- | ----------------- | ---- | --------- |
| 01    | Julius Müller     | FRG  | 1:34:08,4 |
| 02    | Henry Delerue     | FRA  | 1:34:20,2 |
| 03    | Heinz Mayr        | FRG  | 1:34:48,0 |
| 04    | Hans-Jürgen Paul  | FRG  | 1:37:02,2 |
| 05    | René Pfister      | SUI  | 1:41:20,4 |
| 06    | Pierre Regibo     | FRA  | 1:42:58,4 |
| 07    | Gabriel Russaouen | FRA  | 1:43:11,8 |
| 08    | Florian Monney    | SUI  | 1:44:11,4 |
| 09    | Alfred Badel      | SUI  | 1:44:27,6 |
| 10    | Hans Fenner       | SUI  | 1:45:32,6 |
| 11    | Joël Riskiewicz   | FRA  | 1:48:36,6 |
| DSQ   | Gerd Schuth       | FRG  |           |

### 50-km-Straßengehen
| Platz | Athlet               | Land | Zeit (h)  |
| ----- | -------------------- | ---- | --------- |
| 01    | Bernhard Nermerich   | FRG  | 4:04:08,2 |
| 02    | Horst-Rüdiger Magnor | FRG  | 4:13:23,2 |
| 03    | Gerhard Weidner      | FRG  | 4:15:26,0 |
| 04    | Gilbert Belin        | FRA  | 4:26:27,0 |
| 05    | Manfred Aeberhard    | SUI  | 4:27:22,0 |
| 06    | Erwin Stutz          | SUI  | 4:27:22,0 |
| 07    | Werner Hupfeld       | FRG  | 4:30:04,0 |
| 08    | Jacques Arnoux       | FRA  | 4:35:21,0 |
| 09    | Michel Vallotton     | SUI  | 4:37:29,0 |
| 10    | Guy Bailly           | FRA  | 4:39:06,0 |
| 11    | Maurice Guyot        | FRA  | 4:39:24,0 |
| 12    | Paul Siffert         | SUI  | 4:54:53,0 |